# Schizonycha frontalis
Schizonycha frontalis är en skalbaggsart som beskrevs av Moser 1921. Schizonycha frontalis ingår i släktet Schizonycha och familjen Melolonthidae. Inga underarter finns listade i Catalogue of Life.